# Esch-Sauer

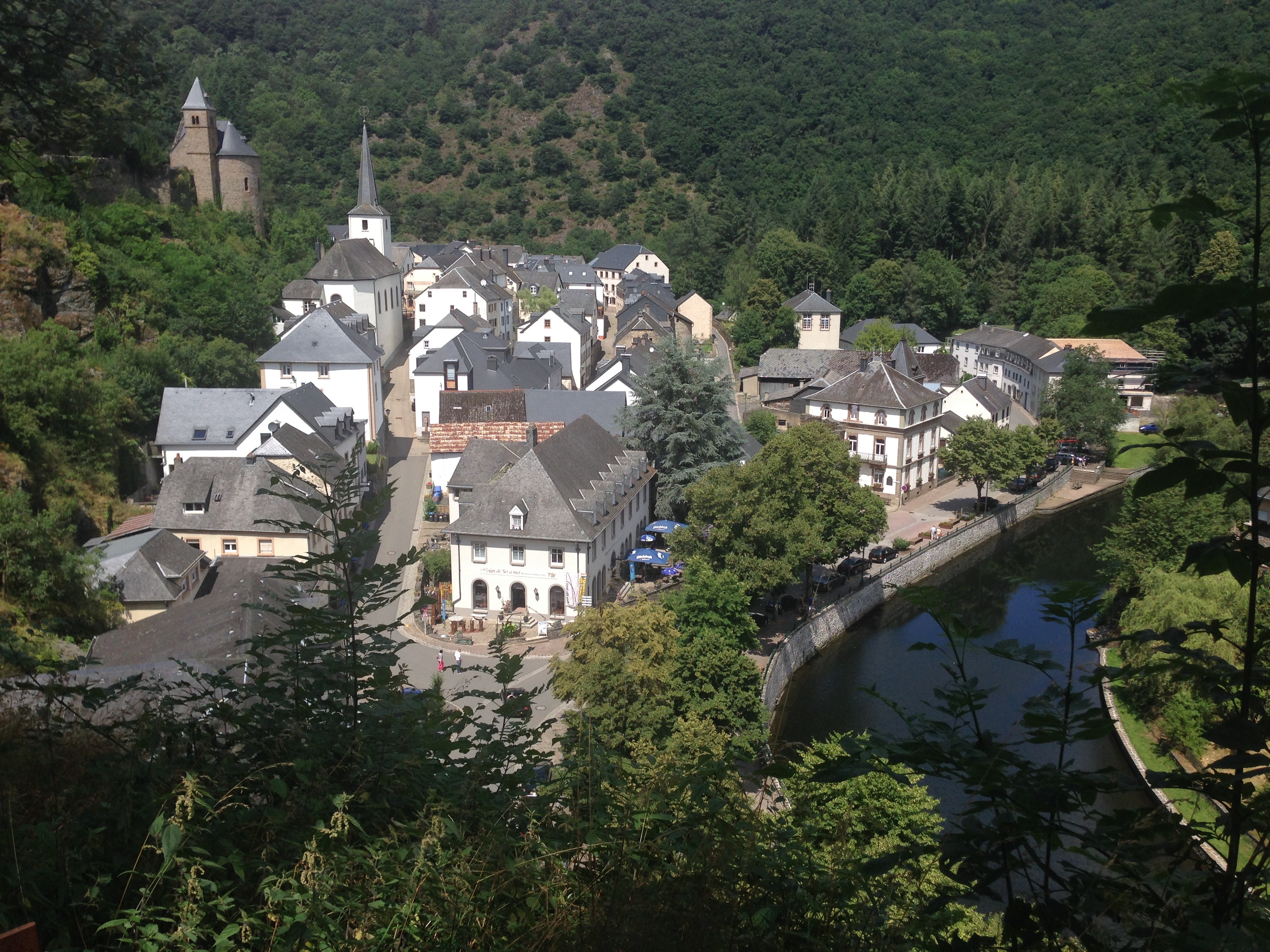
Esch von Süden gesehen

Esch-Sauer (luxemburgisch auch Esch am Lach, französisch Esch-sur-Sûre) ist eine Gemeinde im Großherzogtum Luxemburg und gehört zum Kanton Wiltz.

## Zusammensetzung
Der Gemeinde gehören folgende Orte an:
- Bonnal (frz. Bonnal, lux. Bommel),
- Burgfrid (frz. Bourgfried, lux. Burfelt oder Buergfrid),
- Dirbach (frz. Dirbach, lux. Dierbech),
- Eschdorf (frz. Eschdorf, lux. Eschduerf),
- Esch-Sauer (frz. Esch-sur-Sûre, lux. Esch-Sauer),
- Heiderscheid (frz. Heiderscheid, lux. Heischent),
- Heiderscheidergrund (frz. Fond de Heiderscheid, lux. Heischtergronn),
- Hierheck (frz. Hierheck, lux. Hierheck),
- Insenborn (frz. Insenborn, lux. Ënsber),
- Lultzhausen (frz. Lultzhausen, lux. Lëlz),
- Merscheid (frz. Merscheid, lux. Metscheed),
- Neunhausen (frz. Neunhausen, lux. Néngsen),
- Ringel (frz. Ringel, lux. Réngel),
- Tadler (frz. Tadler, lux. Toodler).

Das Rathaus befindet sich in Eschdorf. Die Gemeinde ist Mitglied in folgenden Kommunalverbänden: DEA, Naturpark Oewersauer, SIDEC, SIDEN, SIGI und SYVICOL.
Der Ort liegt unterhalb einer Burgruine an der Sauer in der im nördlichen Luxemburg gelegenen Landschaft Ösling (Luxemburger Ardennen). Westlich des Ortes liegt der Obersauer-Stausee, durch den die Sauer fließt. Sowohl der See als auch die Gemeinde gehören zum Naturpark Obersauer, einem Anziehungspunkt für Touristen und Badegäste. Der Stausee kann zum Segeln, Kanufahren, Schwimmen, Tauchen und Angeln genutzt werden; Motorbootfahrten sind verboten. Rund um den See werden Naturschutzprogramme für Fauna und Flora umgesetzt.

## Wappen
Im gevierten Wappen wechseln ein grüner Eichenbaum mit neun goldenen Früchten, hinter dem ein schwarzer, rot gezungter Eber läuft mit fünf roten Balken.

## Politik
Die Gemeinde Esch-Sauer wird von der Bürgerliste „Mat Iech“ regiert, welche im Gemeinderat durch eine absolute Mehrheit vertreten ist.
Die Gemeinde Esch-Sauer wechselte zur Kommunalwahl im Juni 2023 erstmals das Wahlsystem von Majorzwahl zu Proporzwahl, da die Schwelle von 3000 Einwohnern überschritten wurde.
Zur Kommunalwahl 2023 kandidierten zwei Bürgerlisten, welche alle beide den Einzug in den Gemeinderat schafften.
| Partei      | Sitze: 11 | Stimmenanteil | Stimmenanteil                                                                        |
| ----------- | --------- | ------------- | ------------------------------------------------------------------------------------ |
| Mat Iech    | 8         | 67,55 %       | Gemeinderatswahl Esch-Sauer 2023 %706050403020100 67,55 %32,45 % Mat IechFräi Lëscht |
| Fräi Lëscht | 3         | 32,45 %       | Gemeinderatswahl Esch-Sauer 2023 %706050403020100 67,55 %32,45 % Mat IechFräi Lëscht |

## Geschichte

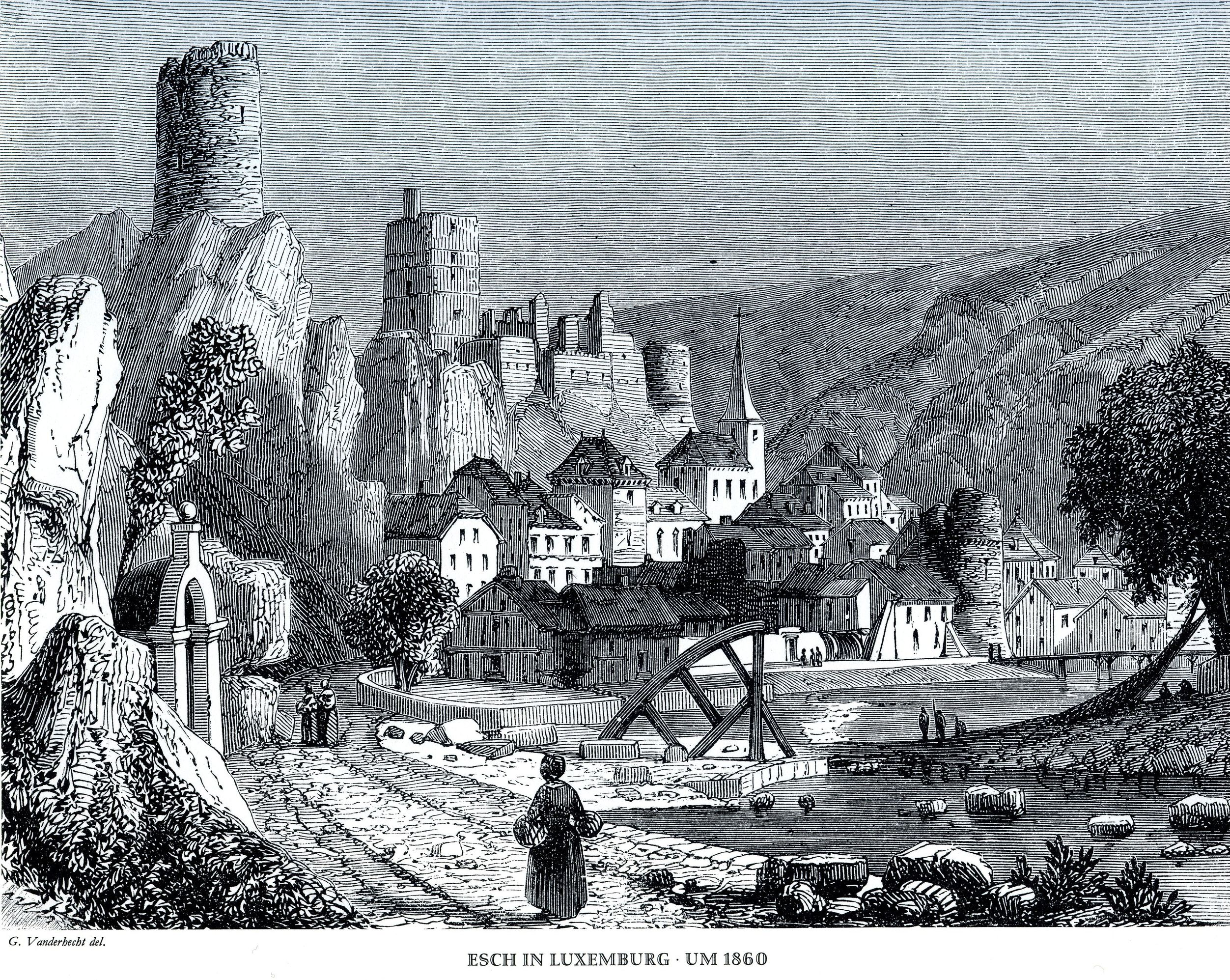
Burg und Ortschaft um 1860

Staumauer des Obersauer-Stausees

Esch-Sauer und seine Umgebung blicken auf mehr als fünftausend Jahre Geschichte zurück. In den Jahren 773/774 wird die ehemalige Stadt im Zusammenhang mit der Schenkung von Teilen der „Villa Hesc“ an das Kloster Echternach im „Liber aureus Epternacensis“ (fol. 78) erwähnt. Es handelt sich hierbei um die Besitzungen eines gewissen Nebelungus:
„Ego in Dei nomine Nebelungus pro Dei intuitu et pro remedio anime mee ad ecclesiam sancti Willibrordi dono res meas in villa que vocatur Hesc, quicuid ibidem visus sum habere, id est mansos IIII cum omnibus suis appandiciis, id est tam terris, casis, campis, pratis, pascuis, silvis, aquis aquarumve decursibus, mancipiis. Si quis vero de heredibus meis qui hanc donationem infringere voluerit, iram Dei incurrat. Actum anno III regnante Karolo rege.“
(Im Namen Gottes, des Nebelungus, für Gottes Vision und für die Heilung meiner Seele übergebe ich der Kirche von Saint Willibrord meine Besitztümer in der Stadt namens Hesc, die ich dort gesehen habe, das heißt 33 Herrenhäuser mit allem Zubehör, das heißt Ländereien, Häuser, Felder, Wiesen, Weiden, Wälder, Wasserläufe, Mancipi. Aber wenn einer meiner Erben beschließt, diese Gabe zu verletzen, zieht er den Zorn Gottes auf sich. Tätig im 3. Regierungsjahr von König Karl.)
Hieraus rührt vermutlich auch der Namen von Esch. Mit Erbauung der Burg „Asko“ (927) war Esch-Sauer seit dem frühesten Mittelalter ein ummauerter zentraler Ort mit Stadtrecht und einer dazugehörenden Grafschaft im Ardennergau.
Zweiter Weltkrieg
Bis zu Beginn des Zweiten Weltkrieges gehörte Esch-Sauer zum Distrikt Diekirch im damaligen Großherzogtum Luxemburg. Am 10. Mai 1940, zu Beginn des deutschen Westfeldzuges, wurde es aber zusammen mit dem gesamten Distrikt von der Wehrmacht besetzt und unterstand von da an deutscher Militärverwaltung. Ab dem 1. Dezember 1940 wurde Esch-sur-Sûre in den neu geschaffenen Landkreis Diekirch eingegliedert. Im September 1944 haben US-amerikanische Truppen die deutsche Besetzung beendet.

## Tourismus – Naturtourismus

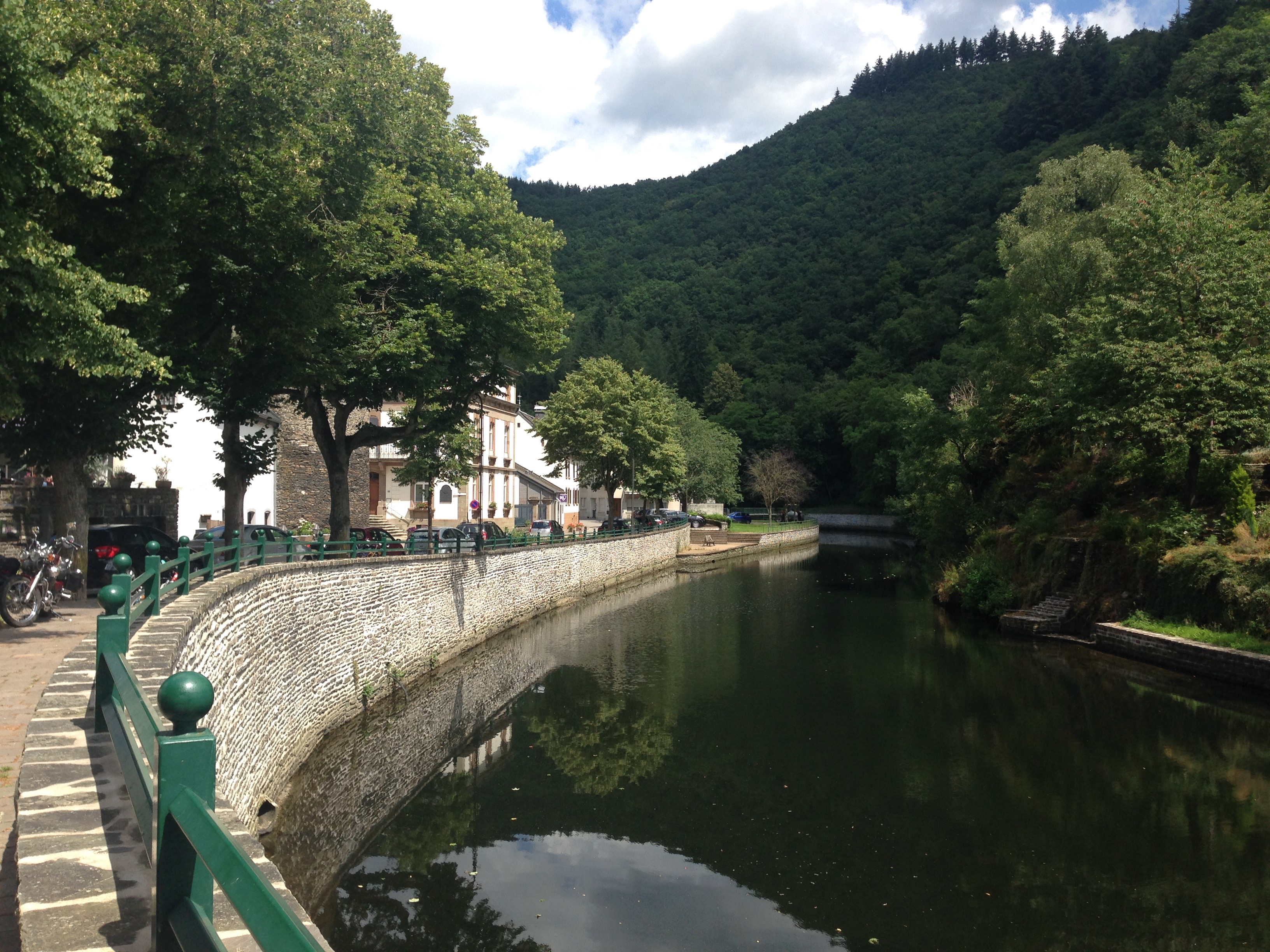
Die Sauer in Esch-Sauer

Die Gegend um Esch-Sauer ist geprägt von einer bewaldeten Hügellandschaft, vorherrschende Gesteine sind Schiefer und Quarzit. Markenzeichen der Gegend sind umfangreiche Schieferfelswände, häufig durch geologische Verwerfungen aufgeschichtet.
Herzstück des 1999 offiziell eröffneten Naturpark Obersauer ist das Naturparkzentrum, das sich in einer zweihundert Jahre alten, ehemaligen Tuchfabrik befindet. Eine Ausstellung mit Maschinen, die teilweise aus den Anfängen des 20. Jahrhunderts stammen, zeigt den Vorgang der Tuchherstellung von der Rohwolle bis hin zur fertigen Ware. Mit der Produktion von Stoffbezügen und Kleidungsstücken wird das handwerkliche Erbe der Region auch heute noch wachgehalten.
Es werden verschiedene Lehrwanderwege angeboten. Außerdem gibt es auch Informationen über die nationalen Wanderwege sowie das Freizeit- und Übernachtungsangebot.
Eine besondere Attraktion ist die Fahrt mit dem Solarboot.

## Bilder

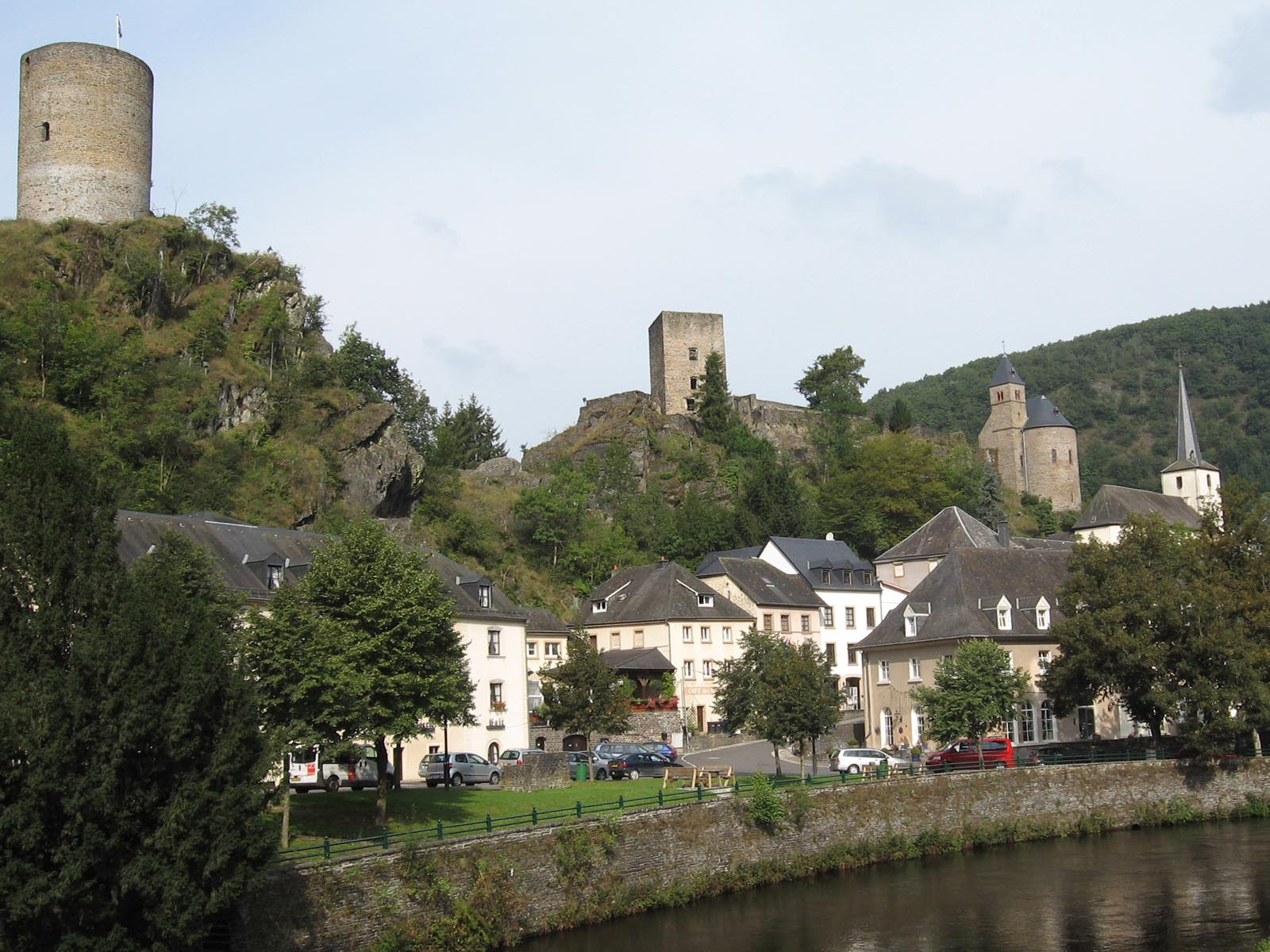
Burg mit Ortschaft
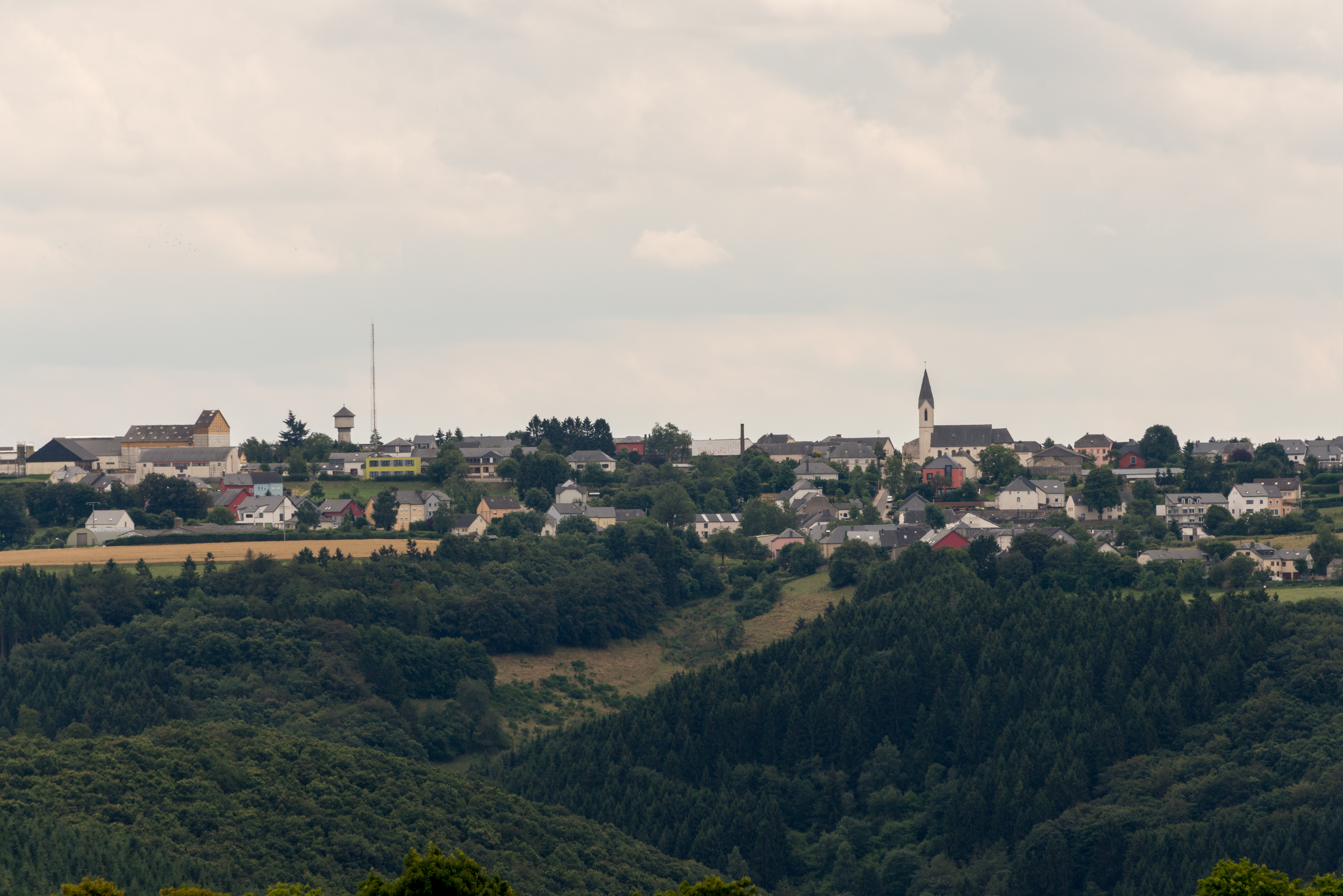
Heiderscheid
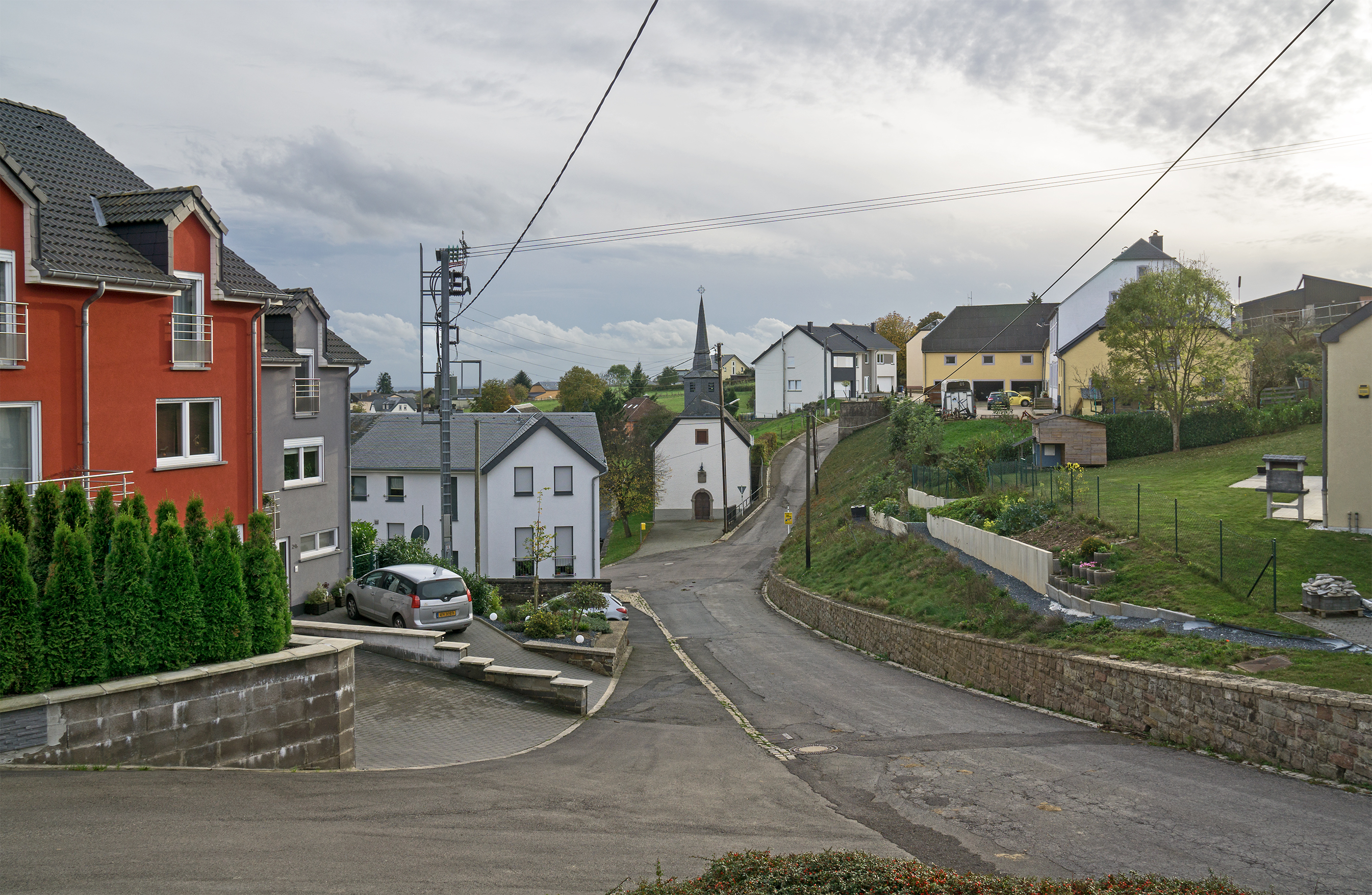
Merscheid